# Charlie Jahnke
Charlie Jahnke (* 14. Februar 1998 in Berlin) ist ein deutscher Eishockeyspieler, der seit Juli 2024 bei den Lausitzer Füchsen aus der DEL2 unter Vertrag steht und dort auf der Position des Stürmers spielt. Zuvor war Jahnke bereits für die Eisbären Berlin, Düsseldorfer EG, Nürnberg Ice Tigers und Iserlohn Roosters in der Deutschen Eishockey Liga (DEL) aktiv.

## Karriere

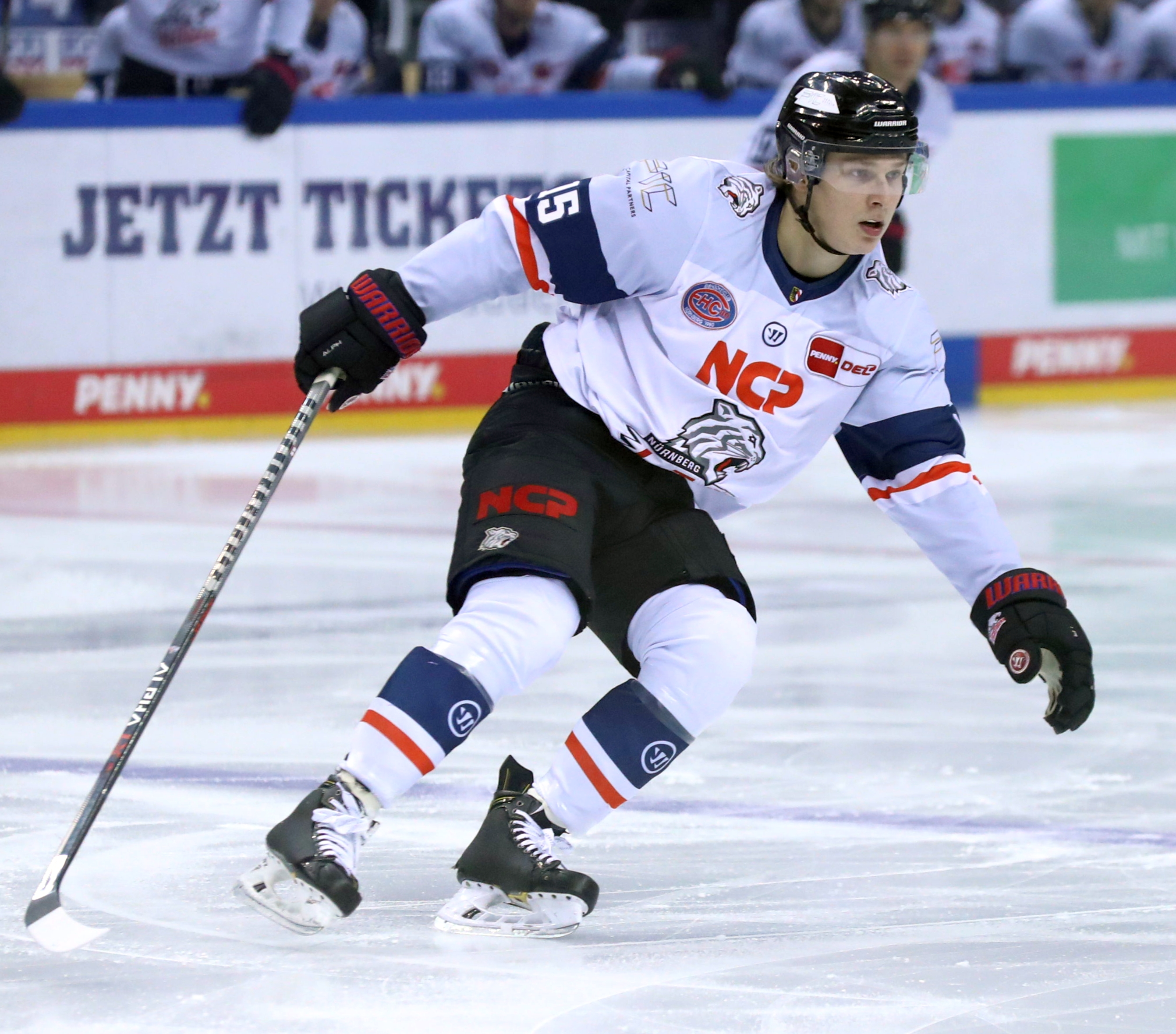
Jahnke im Trikot der Nürnberg Ice Tigers (2021)

Jahnke durchlief die Nachwuchsabteilung der Eisbären Berlin, die Eisbären Juniors Berlin, ehe er im Sommer 2016 einen Profivertrag bei den Eisbären unterschrieb. Im Spieljahr 2016/17 verbuchte er erste Einsätze in der Berliner Mannschaft in der Deutschen Eishockey Liga (DEL) sowie bei den Lausitzer Füchsen in der DEL2. Im Hinblick auf die Saison 2016/17 wurde Jahnke eine Förderlizenz ausgestellt, die es ihm erlaubte neben den Einsätzen für die Eisbären auch verstärkt für die Füchse auf dem Eis zu stehen. Ende September 2019 wurde er von den Eisbären Berlin an den Ligakonkurrenten Düsseldorfer EG ausgeliehen, für den Jahnke am 27. September 2019 im Spiel gegen die Nürnberg Ice Tigers erstmals in der DEL auflief. Die Leihe war auf die Zeit bis zur Ligapause Mitte November begrenzt.
Nach Ende der Leihfrist verpflichtete die Düsseldorfer EG den Stürmer im November desselben Jahres mit einer Vertragslaufzeit bis 2021. Nach Ablauf des Vertrags wechselte er innerhalb der DEL zu den Nürnberg Ice Tigers, bei denen er bis zum Ende der Spielzeit 2022/23 auflief. Aufgrund eines Unterarmbruchs bestritt er in seiner letzten Saison bei den Nürnbergern lediglich 13 Spiele. Im April 2023 gaben die Iserlohn Roosters die Verpflichtung Jahnkes bekannt, der dort aber nur eine Saison bis zum Sommer 2024 verbrachte.
Zum Spieljahr 2024/25 wechselte der Stürmer zu den Lausitzer Füchsen in die DEL2, wo er bereits acht Jahre zuvor als Leihspieler einige Partien absolviert hatte.

### International
Für sein Heimatland kam Jahnke seit 2016 zu Einsätzen für die deutschen Juniorennationalmannschaften. So bestritt er die U18-Junioren-Weltmeisterschaft der Division IA 2016, bei der er mit dem deutschen Team den zweiten Rang belegte und den Wiederaufstieg in die Top-Division verpasste. In fünf Einsätzen erzielte er dabei zwei Tore und bereitete drei weitere vor. Mit der deutschen U20-Nationalmannschaft bestritt der Stürmer die U20-Junioren-Weltmeisterschaft der Division IA in den Jahren 2017 und 2018. In zehn Einsätzen bei den U20-Turnieren punktete er siebenmal.
Im Februar 2019 debütierte Jahnke in der deutschen A-Nationalmannschaft. Er absolvierte zwei Testspiele mit dem von Bundestrainer Toni Söderholm aufgestellten Perspektivteam von U25-Spielern namens Top Team Peking, das den Grundstock des Kaders bei den Olympischen Winterspielen 2022 in der chinesischen Landeshauptstadt Peking bilden sollte.

## Karrierestatistik
Stand: Ende der Saison 2024/25

### International
Vertrat Deutschland bei:
- U18-Junioren-Weltmeisterschaft der Division IA 2016
- U20-Junioren-Weltmeisterschaft der Division IA 2017
- U20-Junioren-Weltmeisterschaft der Division IA 2018

(Legende zur Spielerstatistik: Sp oder GP = absolvierte Spiele; T oder G = erzielte Tore; V oder A = erzielte Assists; Pkt oder Pts = erzielte Scorerpunkte; SM oder PIM = erhaltene Strafminuten; +/− = Plus/Minus-Bilanz; PP = erzielte Überzahltore; SH = erzielte Unterzahltore; GW = erzielte Siegtore; 1 Play-downs/Relegation; Kursiv: Statistik nicht vollständig)